# エマーソン・カネグスケ
エマーソン・カネグスケ（Emerson Luis Soares Kaneguske, 1972年7月26日 - 2018年9月8日）は、ブラジル出身の男性。アメリカ合衆国外交官パトリック・ジョセフ・リネハンの配偶者、元ブラジル空軍航空管制官。

## 来歴
エマーソンは日系2世の父（沖縄からの移民）、ブラジル人の母の三男としてサンパウロで出まれる。幼少から同性に関心を寄せるが、当時ブラジルは同性愛に対する差別意識があり、表には出せなかった。そのため、家族に発覚するのを恐れ、空軍航空アカデミーに出願した。しかし、空軍は同性愛は犯罪として禁じられ、処罰対象だった。彼はそれを隠蔽するため、中学時代の同級生だった女性と交際したが、後に破綻する。
1991年、学校を卒業、航空管制官に従事する。エマーソンはフライトアテンダントの男性と出会う（その後、破綻）。その男性を通じて同性愛の世界を知り、ゲイとして自覚する。
ある日、母から元同級生の女性との交際が破綻した理由を問われ、同性愛者であることを告白して母を驚嘆させた。やがて家族に知れわたり、エマーソンは窮地に立たされる。長兄の妻の取り成しにより、長兄との相克は収まったが、母との仲は険悪のままであった。
厳格なメソジスト信者（ブラジルはカトリック信者が大多数である）である母により、エマーソンは母の知り合いの精神科医に診察させられたが、「異常なし」の判断を下され、代わって母が診察対象となった。エマーソンは安心したが、軍に対して同性愛を隠すことに限界を感じ、除隊した。1996年、エマーソンは労働者として日本に渡り、自動車工場で働き、新宿二丁目に出入りすることになる。
カネグスケは労働者として日本各地を転々とした。2002年、新宿二丁目でパトリック・ジョセフ・リネハンと出会い、交際を経て、2007年5月5日、カナダ・オタワで結婚した。以後、外交官の夫として同伴、各式典に参列、2010年、メリーランド大学ユニバーシティ校でコンピューター学士号取得、2011年、日本外務省から同性婚パートナーとして「配偶者ビザ」発給第1号となる。
2014年、同志社大学大学院ビジネス研究科グローバルMBA終了、修士号を取得する。
2018年9月8日、階段から転落し、George Washington University Hospitalにて治療を受けていたが、脳死判定を受け、亡くなる。